# Pietro Masturzo
Pietro Masturzo, né en 1980 à Naples, est un photographe italien. Il est récipiendaire du World Press Photo of the Year.

## Biographie
Il remporte en 2010 le World Press Photo of the Year pour un cliché illustrant la contestation de la réélection du président iranien.